# Aleksandr Amisoelasjvili
Aleksandr Amisulashvili (Georgisch: ალექსანდრე ამისულაშვილი) (Telavi, 20 augustus 1982) is een voormalig voetballer uit Georgië. Hij speelde als verdediger.

## Interlandcarrière
Amisulashvili speelde sinds 2002 in totaal 45 officiële interlands (vier doelpunten) voor het Georgisch voetbalelftal. Onder leiding van bondscoach Aleksandre Tsjivadze maakte hij zijn debuut in de vriendschappelijke wedstrijd tegen Zuid-Afrika (4-1), net als clubgenoot Vitali Daraselia (Dinamo Tbilisi).
| Interlanddoelpunten | Interlanddoelpunten | Interlanddoelpunten    | Interlanddoelpunten | Interlanddoelpunten | Interlanddoelpunten | Interlanddoelpunten |
| #                   | Datum               | Locatie                | Tegenstander        | Goal(s)             | Uitslag             | Wedstrijd           |
| ------------------- | ------------------- | ---------------------- | ------------------- | ------------------- | ------------------- | ------------------- |
| 1                   | 30 maart 2005       | Tbilisi, Georgië       | Turkije             | 13'                 | 2–5                 | WK-kwalificatie     |
| 2                   | 29 februari 2012    | Tbilisi, Georgië       | Albanië             | 88'                 | 2–1                 | Vriendschappelijk   |
| 3                   | 15 augustus 2012    | Differdange, Luxemburg | Luxemburg           | 32'                 | 0–2                 | Vriendschappelijk   |
| 4                   | 16 november 2015    | Tirana, Albanië        | Albanië             | 2'                  | 2–2                 | Vriendschappelijk   |

## Erelijst
Torpedo Koetaisi
- Georgisch landskampioen

2000
 FC Dinamo Tbilisi
- Georgisch landskampioen

2003
- Georgisch bekerwinnaar

2003